# Fred Hynes
Fred Hynes (Nashville, 8 de maio de 1908 — Los Angeles, 10 de fevereiro de 1992) é um sonoplasta estadunidense. Venceu o Oscar de melhor mixagem de som em cinco ocasiões: por Oklahoma!, South Pacific, The Alamo, West Side Story e The Sound of Music.